# وينان (ذمار)
وينان هي إحدى قرى الجمهورية اليمنية. تتبع جغرافيا لمحافظة ذمار وإداريًا لمديرية ضوران انس. يبلغ تعداد سكانها 1434 نسمة حسب الإحصاء الذي أجري عام 2004.